# Arado Ar 234
Arado Ar 234 Blitz var ett tyskt jetflygplan från andra världskriget. Versionen Ar 234B var det enda jetdrivna bombflygplan som nådde operationell status under andra världskriget. Planet kunde förses med startraketer. Det var ett av de första flygplanen som utrustades med katapultstol. Den enda större reguljära flygande enheten som utrustades med Ar 234 var Kampfgeschwader 76, där förbandet började konvertera till jetplanen i juni 1944. III. Gruppen fick sina två första plan den 26 augusti. Kampfgeschwader 76 sattes in för att försöka förstöra den enda bron över Rhen som erövrades intakt, Ludendorffbrücke vid Remagen, dock utan framgång.

## Varianter
- Ar 234B-0 20 flygplan byggda i en förproduktionsserie.
- Ar 234B-1 Spaningsversion utrustad med två Rb 50/30 eller Rb 75/30 kameror.
- Ar 234B-2 Bombplansversion med 1 500 kg bomblast.